# Mährisch-Schlesische Centralbahn
La k.k. privilegierte Mährisch-Schlesische Centralbahn (acronimo MSCB), letteralmente "imperialregia privilegiata Ferrovia Centrale Moravo-Slesiana" era una società ferroviaria privata dell'Austria imperiale che gestiva linee ferroviarie nel territorio dell'attuale Repubblica Ceca. La società costruì le sue ferrovie dal 1872 al 1875. Fu nazionalizzata il 1º gennaio 1895 e le sue linee vennero incorporate nelle ferrovie imperialregie di stato austriache (kkStB).

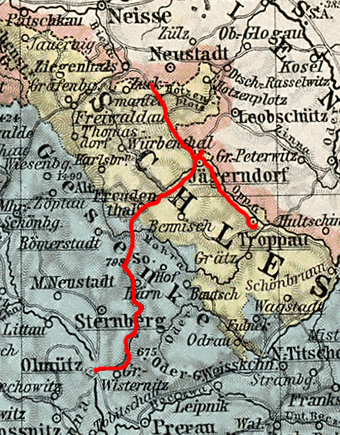
Mappa della rete MSCB

## Rete ferroviaria esercita
- Olmütz-Jägerndorf-Troppau (1º ottobre 1872)
- Jägerndorf-Hennersdorf (confine di stato, 1º ottobre 1872)
- Jägerndorf-Leobschütz (confine di stato, 1º ottobre 1872)
- Hennersdorf-Ziegenhals (1º gennaio 1875)

Il 6 ottobre 1872 la società ottenne la concessione anche per il percorso da Troppau fino al confine moravo-ungherese presso il Wlarapass.
.
La costruzione della linea venne annullata in conseguenza del crollo del mercato azionario di Vienna del 1873.
La MSCB ottenne anche le concessioni per le linee costruite in seguito dalla kkStB:
- Kriegsdorf-Römerstadt (15 ottobre 1878)
- Erbersdorf-Würbenthal (5 dicembre 1880)

L'esercizio di tali due linee fu mantenuto dalla MSCB fino al 1º gennaio 1889.

## Materiale rotabile
| Locomotive della Mährisch-Schlesische Centralbahn | Locomotive della Mährisch-Schlesische Centralbahn | Locomotive della Mährisch-Schlesische Centralbahn | Locomotive della Mährisch-Schlesische Centralbahn | Locomotive della Mährisch-Schlesische Centralbahn | Locomotive della Mährisch-Schlesische Centralbahn | Locomotive della Mährisch-Schlesische Centralbahn | Locomotive della Mährisch-Schlesische Centralbahn | Locomotive della Mährisch-Schlesische Centralbahn |
| Gruppo e numero                                   | Quantità                                          | Fabbrica                                          | Anni costr.                                       | Rodiggio                                          | Reimm. kkStB                                      | Reimm. ČSD                                        | Uso                                               |                                                   |
| ------------------------------------------------- | ------------------------------------------------- | ------------------------------------------------- | ------------------------------------------------- | ------------------------------------------------- | ------------------------------------------------- | ------------------------------------------------- | ------------------------------------------------- | ------------------------------------------------- |
| MSCB 1 ÷ 14                                       | 14                                                | Lokomotivfabrik Floridsdorf                       | 1872–1873                                         | C n2                                              | 54.50–63                                          | 313.1                                             | merci                                             |                                                   |
| MSCB 25, 26                                       | 2                                                 | Lokomotivfabrik Floridsdorf                       | 1874                                              | 2'B n2                                            | 16.01–02                                          | 232.001                                           | passeggeri (uguali a ÖNWB IIIa)                   |                                                   |
| MSCB 27 ÷ 29                                      | 3                                                 | Lokomotivfabrik Floridsdorf                       | 1892                                              | 2'B n2                                            | 103.21-23                                         | -                                                 | passeggeri (uguali a BNB IIa)                     |                                                   |
| MSCB 30 ÷ 32                                      | 3                                                 | Lokomotivfabrik Floridsdorf                       | 1884                                              | B n2t                                             | 84.41–43                                          | -                                                 | manovra                                           |                                                   |